# Asaccus griseonotus
Asaccus griseonotus е вид влечуго от семейство Phyllodactylidae. Видът не е застрашен от изчезване.

## Разпространение
Разпространен е в Ирак и Иран.

## Описание
Популацията на вида е стабилна.